# Anisostachya coccinea
Anisostachya coccinea är en akantusväxtart som beskrevs av Raymond Benoist. Anisostachya coccinea ingår i släktet Anisostachya och familjen akantusväxter. Inga underarter finns listade i Catalogue of Life.